# Stanwellia nebulosa
Stanwellia nebulosa är en spindelart som först beskrevs av William Joseph Rainbow och Robert Henry Pulleine 1918.  Stanwellia nebulosa ingår i släktet Stanwellia och familjen Nemesiidae.
Artens utbredningsområde är Sydaustralien. Inga underarter finns listade i Catalogue of Life.